# Coprinopsis urticicola
Coprinopsis urticicola är en svampart som först beskrevs av Berk. & Broome, och fick sitt nu gällande namn av Redhead, Vilgalys & Moncalvo 2001. Coprinopsis urticicola ingår i släktet Coprinopsis och familjen Psathyrellaceae.  Arten är reproducerande i Sverige. Inga underarter finns listade i Catalogue of Life.